# Ternopil oblast
Ternopil oblast (ukrainska: Тернопільська область) är ett oblast (provins) i västra Ukraina. Huvudort är Ternopil.

## Historia
Ternopil oblast är huvudsakligen beläget i den historiska regionen Galizien, som tillhörde Polen åren 1919-1939. Under Polsk-sovjetiska kriget 1939 införlivades området med Ukrainska SSR.

## Ekonomi
Tidigare centrum för produktion av traktorer och jordbruksmaskiner som lades ned i början av 90-talet. De lägsta medellönerna i Ukraina har den västliga delen av landet, och lägst i Ternopil oblast. 